# マクシム・ベレジュニューク
マクシム・ベレジュニューク（ウクライナ語: Максим Бережнюк, Maksym Berezhnyuk、1986年8月30日 - ）は、ウクライナの音楽家、フォークロリスト、歌手である。伝統的な木管楽器のヴィルトゥオーゾとして知られ、約50種類の楽器を演奏する。リウネ出身で、The Doox、Kyiv Ethno Trio、BALAMUTY、Veseli Vujkyの共同創設者であり、ホレヤ・コザーツィカのメンバーでもある。キエフ国立文化芸術大学のアシスタント講師も務める。

## 経歴

### 生い立ちと教育
1986年8月30日、ウクライナSSRのリウネに生まれる。2001年、リウネ第2音楽学校でミハイロ・ディチュークのクラスを卒業。2005年、リウネ音楽大学でソピルカとパンフルートを学び、イーホル・フェドロウのクラスを修了。2010年、キエフ国立文化芸術大学の音楽学部で「フォークロア」を専攻し、ライーサ・フサク教授の下で伝統的なウクライナの木管楽器を、Ivan Synelnikovのクラスで伝統的な歌唱を学んだ（クラルィツャアンサンブル）。

### 音楽活動

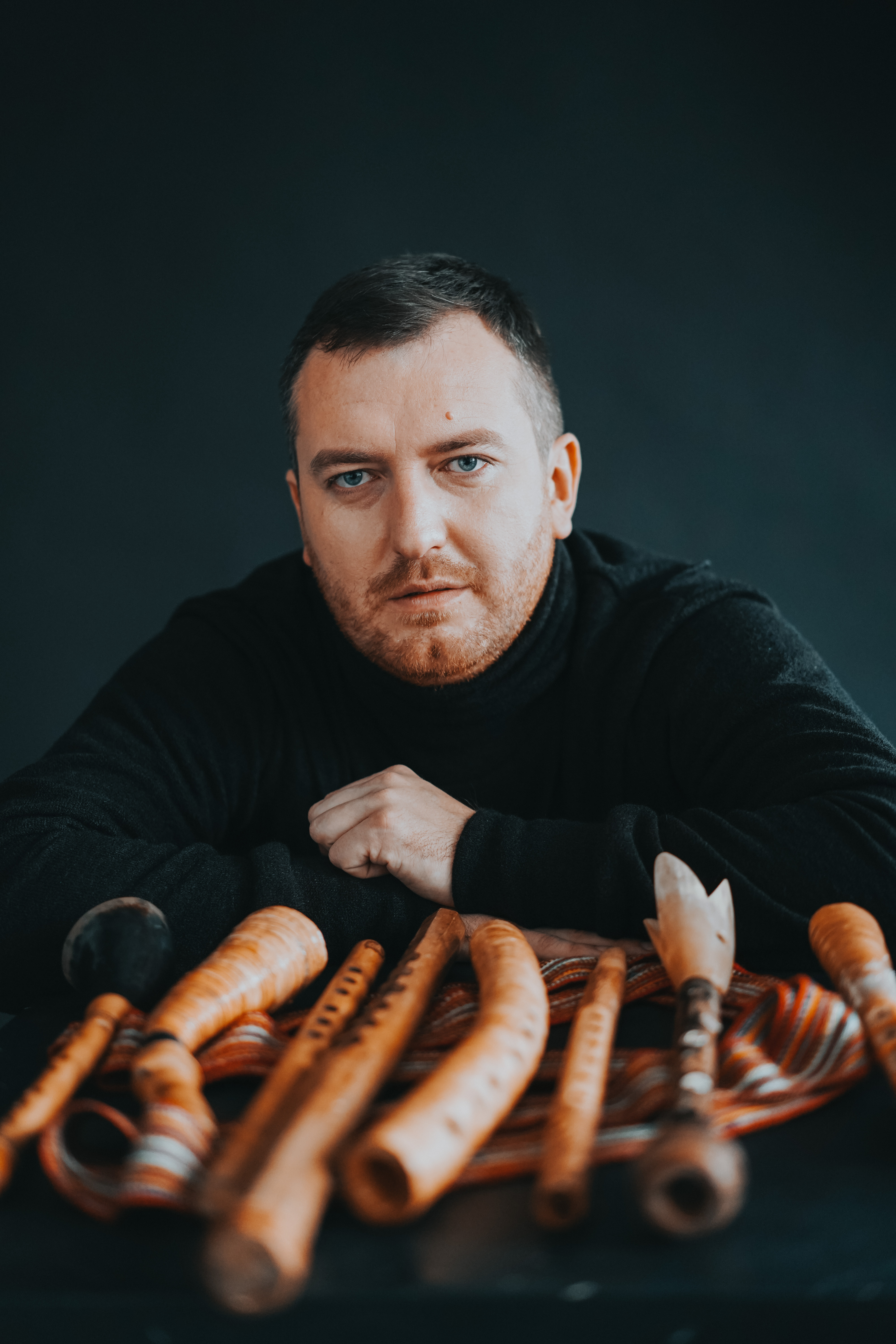
楽器を持つマクシム・ベレジュニューク

ベレジュニュークは、カルパティとヴォルィーニの伝統音楽を基盤にキャリアを築き、現代ウクライナのフォークシーンで人気を博した。彼はキエフ国立ウクライナ音楽アンサンブル・ドニプロのソリストとして活動し、カモ・フリャデシ、メルヴァ、クロスナ、SkyTrixなどのバンドに参加。
共同創設したバンドには、The Doox、Kyiv Ethno Trio、BALAMUTY、Veseli Vujkyがあり、ホレヤ・コザーツィカでは古楽を演奏。また、リャピス・トルベツコイ、TMNK、VV、オレフ・スクリプカのLe Grand Orchestre、ヤルマク、イラーリヤ、ヤロスラウ・ジュシ、カルナ、ハイダマキとも共演した。さらに、スサンナ・カルペンコやセルヒイ・オフリムチュクとの「ヴィゼルンチャスティ・ピースニ」プロジェクトや、ヤロスラウ・ジュシ、マクシム・ショレンコフとのデュオでも活動している。
国際的な活動も活発で、リトアニア、チェコ、フランス、ドイツ、ブルガリア、カナダ、スウェーデン、ポーランドなどで公演を行い、国内外のフェスティバルで受賞歴を持つ。

## 演奏楽器
ベレジュニュークは、ウクライナおよび世界の伝統的な木管楽器を約50種類演奏し、100以上の楽器を収集している。主な楽器は以下の通り：
- ウクライナ伝統：ソピルカ、デンツィウカ（英語版）、ジョロミーガ（ウクライナ語版）、オカリナ、テリンカ（英語版）、ドルィムバ（英語版）、フロヤラ（英語版）、ドゥーダ、スルマ。
- 国際的楽器：パンフルート、カヴァル、バンスリ、トルコのナイ、角笛、フルス、バウ、ガイタ・ガジェーガ（英語版）、バグパイプ、シャルミー（英語版）、ツィンク、ドゥドゥク。

## ディスコグラフィー
- 2021年 - 「Візерунчасті пісні」（スサンナ・カルペンコ、セルヒイ・オフリムチュクとの共作）

## 受賞歴
- ウクライナおよび国際フェスティバルでの複数回の受賞（具体的な受賞歴は未詳）[9]。